# Socket 2
Le Socket 2 faisait partie d'une série de sockets standards dans lesquels prenaient place divers microprocesseurs x86. C'était un Socket 1 mis à jour supportant les processeurs Pentium OverDrive (en).
Le Socket 2 était un socket LIF/ZIF PGA (19x19) de 238 broches conçus pour les processeurs 5 V, 25-50 MHz 486 SX, 486 DX, 486 DX2, 486 DX4, DX4 OverDrive et 63/83 MHz Pentium OverDrive.